# Павликовецька сільська рада
Павликове́цька сільська́ ра́да — адміністративно-територіальна одиниця та орган місцевого самоврядування в Волочиському районі Хмельницької області. Адміністративний центр — село Павликівці.

## Загальні відомості
- Територія ради: 22,75 км²
- Населення ради: 493 особи (станом на 2001 рік)
- Територією ради протікає річка Мулька

## Населені пункти
Сільській раді підпорядковані населені пункти:
- с. Павликівці
- с. Мочулинці

## Склад ради
Рада складається з 14 депутатів та голови.
- Голова ради: Гальміз Світлана Петрівна
- Секретар ради: Муляр Галина Петрівна

### Керівний склад попередніх скликань
| Прізвище, ім'я, по батькові | Основні відомості                                                                       | Дата обрання | Дата звільнення |
| --------------------------- | --------------------------------------------------------------------------------------- | ------------ | --------------- |
| Гальміз Світлана Петрівна   | Сільський голова, 1969 року народження, освіта середня спеціальна, позапартійна         | 26.03.2006   | 31.10.2010      |
| Гальміз Світлана Петрівна   | Сільський голова, 1969 року народження, освіта середня спеціальна, член Партії регіонів | 31.10.2010   |                 |

Примітка: таблиця складена за даними сайту Верховної Ради України

### Депутати
За результатами місцевих виборів 2010 року депутатами ради стали:

#### За суб'єктами висування
| Суб'єкт висування | Кількість обраних депутатів | %   |
| ----------------- | --------------------------- | --- |
| Самовисування     | 14                          | 100 |

#### За округами
| № округу | Прізвище, ім'я, по батькові     | Дата визнання обраним | Освіта             | Партійна приналежність | Відомості про обраного депутата                       |
| -------- | ------------------------------- | --------------------- | ------------------ | ---------------------- | ----------------------------------------------------- |
| 1        | Забурмеха Володимир Микитович   | 03.11.2010            | середня            | позапартійний          | пенсіонер                                             |
| 2        | Муляр Галина Петрівна           | 03.11.2010            | середня            | член Партії регіонів   | Павликовецька сільська Рада, секретар                 |
| 3        | Криворучко Оксана Павлівна      | 03.11.2010            | середня            | член Партії регіонів   | Павликовецька загальноосвітня школа І-ІІ ст., пічник  |
| 4        | Рудніцка Людмила Францівна      | 03.11.2010            | середня            | член Партії регіонів   | ФГ «Баркософт-Агро», різноробоча                      |
| 5        | Гальміз Марія Євстахіївна       | 03.11.2010            | вища               | член Партії регіонів   | Павликовецька загальноосвітня школа І-ІІ ст., вчитель |
| 6        | Гальміз Іван Аполлонович        | 03.11.2010            | середня            | член Партії регіонів   | ФГ «Баркософт-Агро», водій                            |
| 7        | Пипа Людмила Францівна          | 03.11.2010            | середня            | член Партії регіонів   | Павликовецьке ВЗ, заідувачка .відділенням             |
| 8        | Зуб Надія Володимирівна         | 03.11.2010            | середня            | член Партії регіонів   | Домогосподарка                                        |
| 9        | Гальміз Олександр Олегович      | 03.11.2010            | середня спеціальна | член Партії регіонів   | Павликовецький Будинок Культури, директор             |
| 10       | Шлиян Наталія Володимирівна     | 03.11.2010            | вища               | член Партії регіонів   | Павликовецька загальноосвітня школа І-ІІ ст., вчитель |
| 11       | Томусяк Світлана Володимирівна  | 03.11.2010            | середня            | член Партії регіонів   | Домогосподарка                                        |
| 12       | Стахов Микола Сергійович        | 03.11.2010            | середня            | член Партії регіонів   | ФГ «Баркософт-Агро», тракторист                       |
| 13       | Кулініч Олена Олександрівна     | 03.11.2010            | середня            | член Партії регіонів   | Домогосподарка                                        |
| 14       | Кравець Олександр Володимирович | 03.11.2010            | середня            | член Партії регіонів   | ФГ «Баркософт-Агро», тракторист                       |